# Diedurowka
Diedurowka (ros. Дедуровка) – wieś (sieło) w Rosji, w obwodzie orenburskim, w rejonie orenburskim. W 2010 liczyła 1632 mieszkańców.